# 이다 카나코
이다 카나코(일본어: 井田 香菜子, いだ かなこ 1990년 ~ )는 일본의 언론인이며 NHK 소속의 여성 아나운서이다.

## 생애
이다 카나코(井田 香菜子)는 1990년 사이타마현 소카시에서 태어났다. 게이오기주쿠 대학 법학부 정치학과를 졸업하고 2013년에 NHK에 입사했다. 그의 입사 동기로는 호리 사유리, 우에하라 미츠키, 아카키 노노카, 사와다 아야카 아나운서가 있다.2013년 6월 연수를 거쳐서 첫 발령지인 NHK 나가노 방송국에서 4년간 근무하다가 2017년 4월에 NHK 오사카 방송국으로 옮겼는데 최장기 활동을 했었다. 그녀는 2017년 4월 부터 2022년 7월까지 무려 5년 3개월 동안 했었는데 그 기간에 결혼을 했다. 그리고 2022년 8월 조직개편에 따라 도쿄도 NHK 방송 센터 아나운서실로 옮겼다. 이는 다른 동기 아나운서들 보다 늦었다고 한다. 그렇게 2022년 8월 현재 NHK 방송 센터로 옮겨서 현재 수도권 네트워크의 뉴스 캐스터와 리포터를 하고 있고 정오때 NHK 정오 뉴스에 평일 12시 15분에 간토 지방 뉴스를 무작위로 하고 있다.